# John Sullivan (giocatore di football americano)
John Sullivan (Mount Kisco, 8 agosto 1985) è un giocatore di football americano statunitense gioca nel ruolo di centro per i Los Angeles Rams della National Football League (NFL). Fu scelto nel corso del sesto giro (187º assoluto) del Draft NFL 2008 dai Minnesota Vikings. Al college ha giocato a football all’Università di Notre Dame.

## Carriera professionistica
Sullivan fu scelto dai Vikings nel corso del sesto giro del draft 2008. Divenne il centro titolare nella stagione successiva dopo che Matt Birk passò come free agent ai Baltimore Ravens. Il 17 settembre 2011 firmò un'estensione contrattuale di cinque anni coi Vikings del valore di 25 milioni di dollari.
Alla fine della stagione 2012, Sullivan fu inserito nel First-team All-Pro dalla Pro Football Writers Association.

## Palmarès

### Franchigia
- National Football Conference Championship: 1

Los Angeles Rams: 2018

### Individuale
- First-team All-Pro (2012)